# 必需品

需要の所得弾力性の図

経済学において、必需品（ひつじゅひん、necessity good または necessary good）とは、需要の所得弾力性が1未満の財のこと。

## 概要
必需品は上級財の一種である。必需財は、消費者が所得水準の変化にかかわらず購入する財やサービスであり、そのためこれらの財は所得変化に対して比較的鈍感である。他の上級財と同様、所得が増加すれば需要も増加するが、必需品における増加は所得の増加に対して比例的ではなく、そのため所得が増加するとこれらの財への支出割合は低下する。
食料品の需要の所得弾力性は1未満であることが多く、所得が増加すると食料への支出の絶対額は増加しても、所得に占める食料支出の割合は減少する。これをエンゲルの法則と呼ぶ。したがって食料の需要の所得弾力性は0から1の間にある。
一部の必需品は公共事業体によって生産される。Investopediaによれば、必需品を生産する民間企業の株式はディフェンシブ株として知られている。ディフェンシブ株は、全体の株式市場の状況にかかわらず一定の配当と安定した利益をもたらす株式である。